# Seznam zápasů chorvatské fotbalové reprezentace na MS
Chorvatská fotbalová reprezentace byla celkem 6x na mistrovstvích světa ve fotbale a to v letech 1998, 2002, 2006, 2014, 2018, 2022.
- Aktualizace po MS 2022 - Počet utkání - 30 - Vítězství - 15x - Remízy - 3x - Prohry - 12x

| Číslo | Soupeř     | Výsledek                | MS      | Fáze turnaje       | Góly Chorvatska                                                                          |
| ----- | ---------- | ----------------------- | ------- | ------------------ | ---------------------------------------------------------------------------------------- |
| 1.    | Jamajka    | 3 – 1                   | MS 1998 | základní skupina H | Mario Stanić, Robert Prosinečki, Davor Šuker                                             |
| 2.    | Japonsko   | 1 – 0                   | MS 1998 | základní skupina H | Davor Šuker                                                                              |
| 3.    | Argentina  | 0 – 1                   | MS 1998 | základní skupina H | Ne                                                                                       |
| 4.    | Rumunsko   | 1 – 0                   | MS 1998 | osmifinále         | Davor Šuker (penalta)                                                                    |
| 5.    | Německo    | 3 – 0                   | MS 1998 | čtvrtfinále        | Robert Jarni, Goran Vlaović, Davor Šuker                                                 |
| 6.    | Francie    | 1 – 2                   | MS 1998 | semifinále         | Davor Šuker                                                                              |
| 7.    | Nizozemsko | 2 – 1                   | MS 1998 | o 3. místo         | Robert Prosinečki, Davor Šuker                                                           |
| 8.    | Mexiko     | 0 – 1                   | MS 2002 | základní skupina G | Ne                                                                                       |
| 9.    | Itálie     | 2 – 1                   | MS 2002 | základní skupina G | Ivica Olić, Milan Rapaić                                                                 |
| 10.   | Ekvádor    | 0 – 1                   | MS 2002 | základní skupina G | Ne                                                                                       |
| 11.   | Brazílie   | 0 – 1                   | MS 2006 | základní skupina F | Ne                                                                                       |
| 12.   | Japonsko   | 0 – 0                   | MS 2006 | základní skupina F | Ne                                                                                       |
| 13.   | Austrálie  | 2 – 2                   | MS 2006 | základní skupina F | Darijo Srna, Niko Kovač                                                                  |
| 14.   | Brazílie   | 1 – 3                   | MS 2014 | základní skupina A | Marcelo Vieira (vlastní branka BRA)                                                      |
| 15.   | Kamerun    | 4 – 0                   | MS 2014 | základní skupina A | Ivica Olić, Ivan Perišić, Mario Mandžukić (2)                                            |
| 16.   | Mexiko     | 1 – 3                   | MS 2014 | základní skupina A | Ivan Perišić                                                                             |
| 17.   | Nigérie    | 2 – 0                   | MS 2018 | základní skupina D | Oghenekaro Peter Etebo (vlastní branka Nigérie), Luka Modrić                             |
| 18.   | Argentina  | 3 – 0                   | MS 2018 | základní skupina D | Ante Rebić, Luka Modrić, Ivan Rakitić                                                    |
| 19.   | Island     | 2 – 1                   | MS 2018 | základní skupina D | Milan Badelj, Ivan Perišić                                                               |
| 20.   | Dánsko     | 1 – 1 (PP) (pen. 3 - 2) | MS 2018 | osmifinále         | Mario Mandžukić Milan Badelj, Andrej Kramarič, Luka Modrić, Josip Pivarič, Ivan Rakitić  |
| 21.   | Rusko      | 2 – 2 (PP) (pen. 4 - 3) | MS 2018 | čtvrtfinále        | Mario Mandžukić Marcelo Brozovič, Mateo Kovačić, Luka Modrić, Domagoj Vida, Ivan Rakitić |
| 22.   | Anglie     | 2 – 1 (PP)              | MS 2018 | semifinále         | Ivan Perišić, Mario Mandžukić                                                            |
| 23.   | Francie    | 2 – 4                   | MS 2018 | finále             | Ivan Perišić, Mario Mandžukić                                                            |
| 24.   | Maroko     | 2 – 0                   | MS 2022 | základní skupina F | Ne                                                                                       |
| 25.   | Kanada     | 4 – 1                   | MS 2022 | základní skupina F | 2x Andrej Kramarić, Marko Livaja, Lovro Majer                                            |
| 26.   | Belgie     | 0 – 0                   | MS 2022 | základní skupina F | Ne                                                                                       |
| 27.   | Japonsko   | 1 – 1 (PP) (pen. 3 - 1) | MS 2022 | osmifinále         | Ivan Perišić penalty Nikola Vlašić Marcelo Brozović Marko Livaja Mario Pašalić           |
| 28.   | Brazílie   | 1 – 1 (PP) (pen. 4 - 2) | MS 2022 | čtvrtfinále        | Bruno Petković penalty Nikola Vlašić Lovro Majer Luka Modrić Mislav Oršić                |
| 29.   | Argentina  | 0 – 3                   | MS 2022 | semifinále         | Ne                                                                                       |
| 30.   | Maroko     | 2 – 1                   | MS 2022 | o 3. místo         | Joško Gvardiol, Mislav Oršić                                                             |